# Espongina

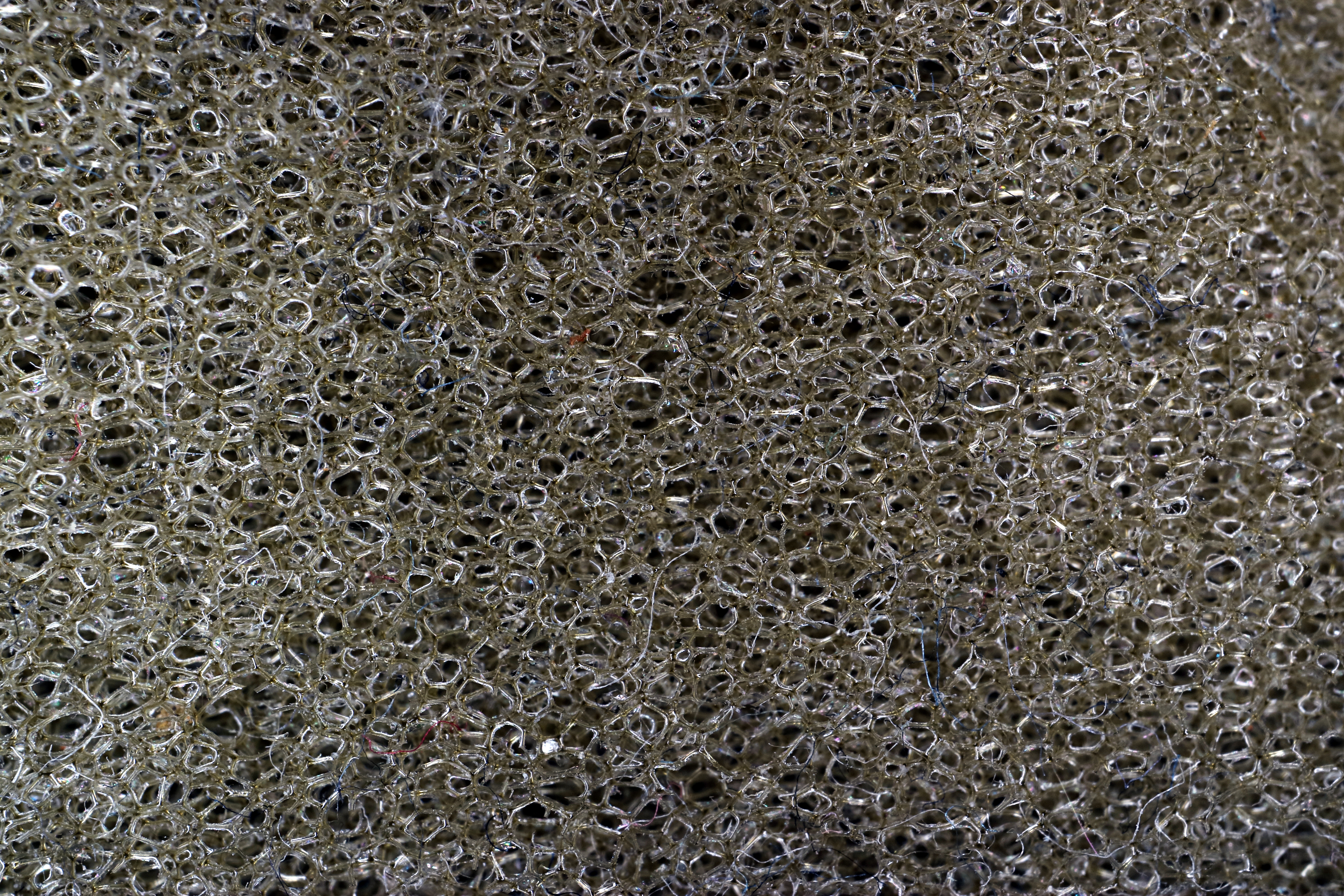
Espongina

L'espongina és un tipus de col·lagen que aporta flexibilitat i les espícules són estructures microscòpiques comunes a moltes espècies d'esponges (de formes diverses), que formen l'esquelet de l'esponja i també és una defensa contra els depredadors, que són pocs gràcies. que aquestes espícules tenen diferents.